# آنکه گرونله
آنکه گرونله (به انگلیسی: Anneke Grönloh) با نام کامل لوئیس یوهانا گرونله (زاده ۷ ژوئن ۱۹۴۲-درگذشته ۱۴ سپتامبر ۲۰۱۸) خواننده هلندی بود.
او نماینده هلند در یوروویژن ۱۹۶۴ بود.